# Loi constitutionnelle du 23 juillet 2008
Lire en ligne

Lire sur Légifrance

La loi constitutionnelle du 23 juillet 2008 de modernisation des institutions de la Ve République est une révision constitutionnelle qui modifie de nombreux articles de la Constitution française.
Elle prévoit notamment l'impossibilité pour le président de la République d'exercer plus de deux mandats consécutifs, instaure le référendum d'initiative partagée et la question prioritaire de constitutionnalité (QPC), rend obligatoire l'information du Parlement par le Gouvernement en cas d'intervention des forces armées à l'étranger, change le fonctionnement du Conseil économique, social et environnemental et du Conseil supérieur de la magistrature, crée le Défenseur des droits, permet aux assemblées de fixer par elles-mêmes leur ordre du jour, ainsi qu'au chef de l'État de s'exprimer devant le Parlement réuni en Congrès.

## Contexte
Voulue par Nicolas Sarkozy dans son programme politique lors de l'élection présidentielle française de 2007, la démarche vise à moderniser les institutions de la Cinquième République.

## Méthode

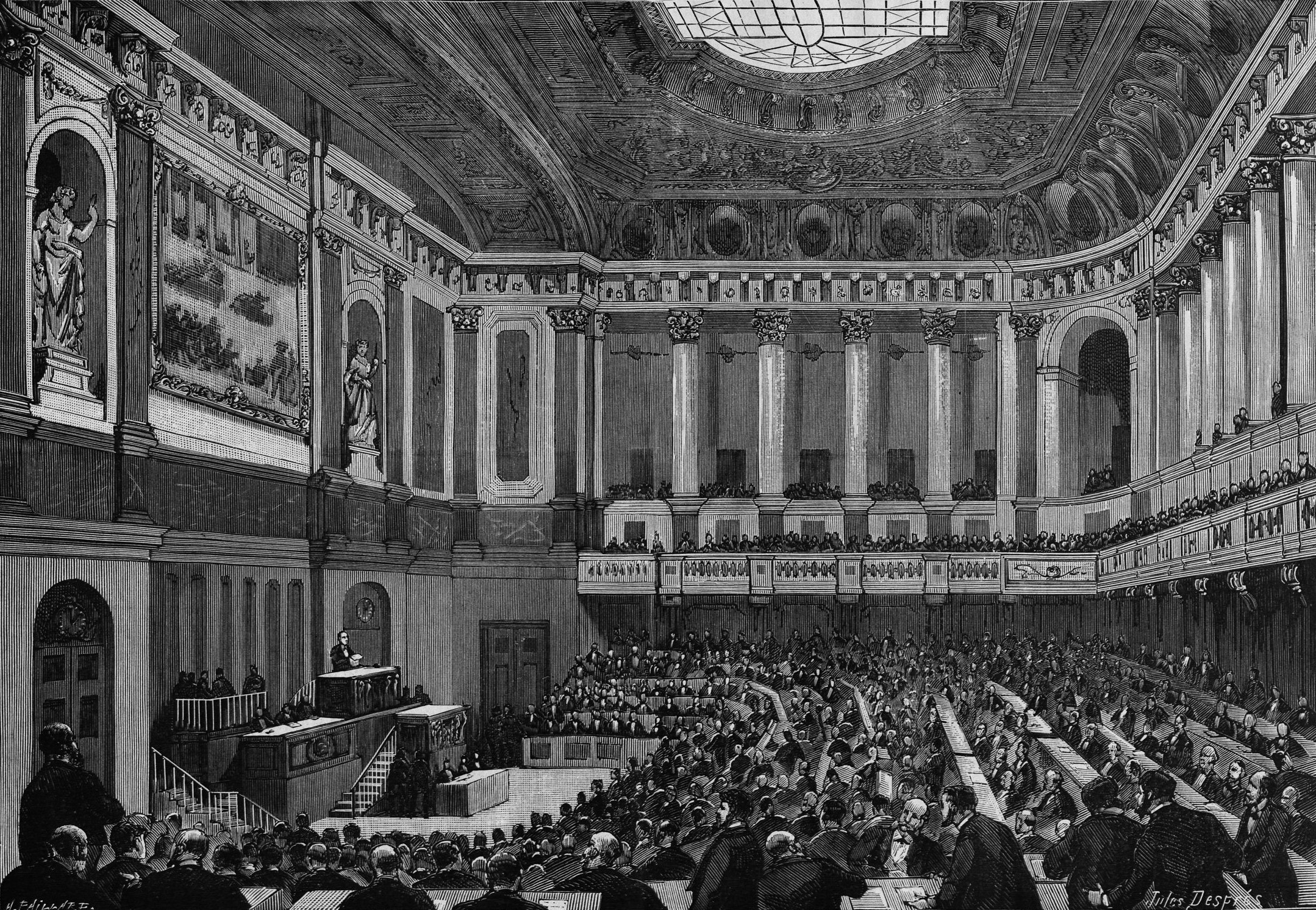
La salle du Congrès, au château de Versailles, en 1885.

Un Comité de réflexion et de proposition sur la modernisation et le rééquilibrage des institutions, présidé par Édouard Balladur, est mis en place en juillet 2007. Il était composé principalement de juristes constitutionnalistes et de personnalités politiques ayant une compétence en droit. Après trois mois de travaux, il rend son rapport au président de la République française le 29 octobre 2007.
Inspiré de ces travaux, un projet de loi constitutionnelle a été proposé au Parlement puis approuvé par l’Assemblée nationale le 9 juillet 2008 et par le Sénat le 16 du même mois. Pour les défenseurs du projet, il vise pour l'essentiel à revaloriser le rôle du Parlement et à augmenter le contrôle de l'exécutif. Ses opposants ont toutefois dénoncé la faiblesse des nouveaux droits accordés à l'opposition. 
Certaines des propositions du Comité ont été écartées, dont l'introduction d'une dose de proportionnelle à l'élection de l'Assemblée nationale, le non-cumul des mandats des parlementaires ou la réforme de la représentation au Sénat. D'autres ont été ajoutées, comme la limitation à deux mandats consécutifs du président de la République.
Le vote final a été soumis au Congrès du Parlement français le 21 juillet 2008 et adopté à deux voix près. La presse a souligné le vote positif du socialiste Jack Lang, qui n'a pas suivi les consignes de vote de son parti. Le président de l'Assemblée nationale, Bernard Accoyer, a également pris part au vote, s'éloignant de la tradition selon laquelle le président de séance ne prend pas part au vote.
Le texte de loi a fait l'objet d'un scellement par le Grand sceau de France le 1er octobre 2008.

## Détails du vote
Les votes des parlementaires réunis au Congrès se sont répartis de la manière suivante : 
| Nombre de votants | Suffrages exprimés | Majorité requise | Pour l'adoption | Contre |
| ----------------- | ------------------ | ---------------- | --------------- | ------ |
| 905               | 896                | 538              | 539             | 357    |

| Groupe politique                              | Pour | Contre | Abstention | Non-votant | Total |
| --------------------------------------------- | ---- | ------ | ---------- | ---------- | ----- |
| Union pour un mouvement populaire             | 310  | 6      | 1          | 0          | 317   |
| Socialiste, radical, citoyen et divers gauche | 10   | 194    | 0          | 0          | 204   |
| Gauche démocrate et républicaine              | 0    | 24     | 0          | 0          | 24    |
| Nouveau Centre                                | 23   | 0      | 1          | 0          | 24    |
| Non-inscrits                                  | 1    | 6      | 0          | 0          | 7     |
| TOTAL                                         | 344  | 230    | 2          | 0          | 576   |

| Groupe politique                              | Pour | Contre | Abstention | Non-votant | Total |
| --------------------------------------------- | ---- | ------ | ---------- | ---------- | ----- |
| Union pour un mouvement populaire             | 158  | 1      | 0          | 0          | 159   |
| Socialiste                                    | 0    | 95     | 0          | 0          | 95    |
| Union centriste-UDF                           | 24   | 2      | 4          | 0          | 30    |
| Communiste, républicain et citoyen            | 0    | 23     | 0          | 0          | 23    |
| Rassemblement démocratique et social européen | 11   | 4      | 2          | 0          | 17    |
| RASNAG (non-inscrits)                         | 2    | 2      | 1          | 1          | 6     |
| TOTAL                                         | 195  | 127    | 7          | 1          | 330   |

## Modifications
Les modifications introduites par la loi constitutionnelle, ainsi que par les lois organiques afférentes, adoptées entre 2009 et 2013, sont listées ci-dessous :
| Article(s) modifié(s)            | Résumé |
| -------------------------------- | --- |
| 1er et 3                         | Ajout dans l'article 1 de l'alinéa suivant : « La loi favorise l’égal accès des femmes et des hommes aux mandats électoraux et fonctions électives, ainsi qu’aux responsabilités professionnelles et sociales », et suppression du dernier alinéa de l'article 3 : « La loi favorise l'égal accès des femmes et des hommes aux mandats électoraux et fonctions électives » |
| 4                                | Remplacement du second alinéa par : « Ils [les partis et groupements politiques] contribuent à la mise en œuvre du principe énoncé au second alinéa de l'article 1er dans les conditions déterminées par la loi » ; ajout de l'alinéa suivant : « La loi garantit les expressions pluralistes des opinions et la participation équitable des partis et groupements politiques à la vie démocratique de la Nation » |
| 6                                | Le président de la République ne peut dorénavant exercer plus de deux mandats consécutifs. |
| 11                               | Le référendum peut désormais porter sur des questions d'ordre environnemental. Un référendum peut être organisé à l'initiative d'un cinquième des parlementaires soutenu par un dixième des électeurs inscrits sur les listes électorales. Il porte nécessairement sur l'un des sujets prévus au premier alinéa de cet article. Il ne peut pas voir pour objet l'abrogation d'une disposition législative promulguée depuis moins d'un an,. |
| 13 et 56                         | Les commissions parlementaires peuvent s'opposer à des nominations présidentielles à la majorité des trois cinquièmes des suffrages exprimés,. Elles peuvent également s'opposer aux nominations du président de l'assemblée concernée. |
| 16                               | Après trente et soixante jours d'exercice des pleins pouvoirs du président de la République dans des circonstances exceptionnelles, le Conseil constitutionnel peut émettre un avis quant aux motifs ayant justifié la mesure des pleins pouvoirs. |
| 17                               | Le droit de grâce ne peut plus être exercé par le président de la République qu'à titre individuel. La grâce collective lui est désormais impossible. |
| 18                               | Le président de la République peut convoquer le Congrès du Parlement pour faire une déclaration. Un débat peut suivre sa déclaration, hors présence de ce dernier. |
| 24                               | Le nombre maximum des députés et des sénateurs est fixé par la Constitution. Les Français vivant à l'étranger sont dorénavant représentés au Sénat et à l'Assemblée nationale. |
| 25                               | Les parlementaires sont remplacés temporairement en cas d’acceptation par eux de fonctions gouvernementales. Nouvel alinéa : « Une commission indépendante, dont la loi fixe la composition et les règles d’organisation et de fonctionnement, se prononce par un avis public sur les projets de texte et propositions de loi délimitant les circonscriptions pour l’élection des députés ou modifiant la répartition des sièges de députés ou de sénateurs ». |
| 34                               | La loi fixe désormais les règles concernant « la liberté, le pluralisme et l’indépendance des médias ». La loi fixe désormais les règles concernant le régime électoral des assemblées locales et des instances représentatives des Français établis hors de France ainsi que les conditions d’exercice des mandats électoraux et des fonctions électives des membres des assemblées délibérantes des collectivités territoriales. L'avant-dernier alinéa est remplacé par les deux alinéas suivants : « Des lois de programmation déterminent les objectifs de l’action de l’État » et « Les orientations pluriannuelles des finances publiques sont définies par des lois de programmation. Elles s’inscrivent dans l’objectif d’équilibre des comptes des administrations publiques ». |
| 34-1 (nouveau)                   | Les assemblées peuvent voter des résolutions dans les conditions fixées par la loi organique, à condition qu'elles ne remettent pas en cause la responsabilité du gouvernement, ni qu’elles contiennent des injonctions à son égard,. |
| 35                               | Le gouvernement doit dorénavant informer le Parlement de sa décision de faire intervenir les forces armées à l’étranger, au plus tard trois jours après le début de l’intervention. Il précise les objectifs poursuivis. Cette information peut donner lieu à un débat qui n’est suivi d’aucun vote. Lorsque la durée de l’intervention excède quatre mois, le gouvernement soumet sa prolongation à l’autorisation du Parlement. Il peut demander à l’Assemblée nationale de décider en dernier ressort. |
| 38                               | Les ordonnances ne pourront plus être ratifiées que de manière expresse. |
| 39                               | Renvoie l'établissement de la procédure à une loi organique (imposant notamment la réalisation d'une étude d'impact jointe au projet ou à la proposition de loi) et prévoit une saisine du Conseil constitutionnel par les présidents des assemblées en cas de méconnaissance de la procédure. Saisine du Conseil d'État d'une proposition de loi : possibilité accordée au président d'une des assemblées de saisir le Conseil d'État d'une proposition de loi au même titre qu'il peut être saisi d'un avis par le gouvernement sur un projet de loi,. |
| 41                               | Le président de l'assemblée saisie peut opposer l'irrecevabilité si une proposition ou un amendement n'est pas du domaine de la loi. |
| 42, 43, 44, 45 et 89             | Le nombre maximum de commissions permanentes passe de six à huit. La discussion des projets et propositions de loi ne porte plus devant la première assemblée saisie sur le texte présenté par le gouvernement, mais sur le texte adopté par la commission saisie, sauf pour les projets de révision constitutionnelle, les projets de loi de finances et les projets de loi de financement de la sécurité sociale. Un délai de six semaines doit s'écouler entre le dépôt du projet ou de la proposition et la discussion du texte devant la première assemblée, le même délai est de quatre semaines pour la seconde assemblée, sauf dans le cas de la « procédure accélérée » engagée par le gouvernement sans que les conférences des présidents ne s'y soit conjointement opposée. Ce délai s'applique aux textes constitutionnels mais pas aux projets de loi de finances, aux projets de loi de financement de la sécurité sociale et aux projets relatifs aux états de crise. Le droit d'amendement doit être défini par le règlement des assemblées dans le cadre fixé par une loi organique. Celle-ci permet aux assemblées d'instaurer un temps global pour l'examen des textes de loi en séance publique. Tout amendement est recevable en première lecture dès lors qu'il présente un lien, même indirect, avec le texte déposé ou transmis. |
| 46                               | Pour les lois organiques, le délai minimum pour un vote est porté à six semaines, ou reste à deux semaines en cas de procédure accélérée. |
| 47-2 (nouveau)                   | La Cour des comptes assiste le Parlement dans le contrôle de l’action du gouvernement. Elle assiste le Parlement et le gouvernement dans le contrôle de l’exécution des lois de finances et de l’application des lois de financement de la sécurité sociale ainsi que dans l’évaluation des politiques publiques. Elle contribue à l’information des citoyens via des rapports publics. Les comptes des administrations publiques doivent être réguliers et sincères, et donner une image fidèle du résultat de leur gestion, de leur patrimoine et de leur situation financière. |
| 48                               | Les assemblées fixent maintenant elles-mêmes leur ordre du jour. Deux semaines de séance sur quatre sont réservées par priorité, et dans l’ordre que le gouvernement a fixé, à l’examen des textes et aux débats dont il demande l’inscription à l’ordre du jour. Le gouvernement peut inscrire à l’ordre du jour, par priorité, l’examen des projets de loi de finances, des projets de loi de financement de la sécurité sociale et, sous réserve, des textes transmis par l’autre assemblée depuis six semaines au moins, des projets relatifs aux états de crise et des demandes d’autorisation visées à l’article 35. |
| 49                               | L'engagement de la responsabilité gouvernementale sur un texte de loi (« 49.3 ») est limité : le gouvernement ne peut désormais y faire appel que pour les projets de loi de finances ou de financement de la sécurité sociale, et pour un seul autre projet ou proposition de loi par session. |
| 50-1 (nouveau)                   | Devant l'une ou l'autre des assemblées, le Gouvernement peut, de sa propre initiative ou à la demande d'un groupe parlementaire, faire, sur un sujet déterminé, une déclaration qui donne lieu à débat et peut, s'il le décide, faire l'objet d'un vote sans engager sa responsabilité. |
| 51-1 (nouveau) et 51-2 (nouveau) | Dans chaque assemblée, les droits des groupes parlementaires sont fixés par leur règlement. Ce même règlement doit reconnaître des droits spécifiques aux groupes d’opposition de l’assemblée intéressée ainsi qu’aux groupes minoritaires. Pour l’exercice des missions de contrôle et d’évaluation définies au premier alinéa de l’article 24, des commissions d’enquête peuvent être créées au sein de chaque assemblée pour recueillir, dans les conditions prévues par la loi, des éléments d’information. Leurs règles d’organisation et de fonctionnement sont fixées par la loi. Leurs conditions de création sont fixées par le règlement de chaque assemblée. |
| 61                               | Dans le cas d'un référendum (référendum législatif, article 11), contrôle de la proposition de loi par le Conseil constitutionnel avant la présentation de la proposition au peuple. Ce contrôle ne concerne que les propositions de lois, c'est-à-dire celles de provenance législative, et donc que les nouvelles dispositions de l'article 11 introduites par la loi constitutionnelle du 23 juillet 2008. Un projet de loi soumis à référendum ne serait donc toujours pas contrôlé (jurisprudence constante du Conseil constitutionnel depuis sa décision 62-20 DC du 6 novembre 1962). |
| 61-1 (nouveau) et 62             | Les justiciables ont désormais la possibilité de contester la constitutionnalité d'une mesure qui leur est opposée, créant ainsi la possibilité d'un contrôle constitutionnel a posteriori (précédemment, la constitutionnalité d'une loi était uniquement revue a priori, sans le bénéfice de l'expérience pratique de son application et des dérives potentielles associées) et la possibilité de contrôle constitutionnel d'une jurisprudence constante (i.e. d'interprétation de la loi par un ou plusieurs juges). Les demandes sont toutefois filtrées par la Cour de cassation ou par le Conseil d'État, qui décident de renvoyer ou non le recours devant le Conseil constitutionnel. La loi organique rajoute également le contrôle préalable, selon les cas, du juge judiciaire ou administratif (« double-filtre »). Une disposition déclarée inconstitutionnelle est abrogée à compter de la publication de la décision du Conseil constitutionnel ou d'une date ultérieure fixée par cette décision. Le Conseil constitutionnel détermine les conditions et limites dans lesquelles les effets que la disposition a produits sont susceptibles d'être remis en cause. |
| 65                               | La composition du Conseil supérieur de la magistrature est modifiée en mettant fin à la présidence du Conseil par le président de la République et en rendant les magistrats minoritaires, le Conseil donne désormais un avis sur la nomination des procureurs généraux, et un justiciable peut saisir directement le Conseil à titre disciplinaire,. |
| 69, 70 et 71                     | Le Conseil économique et social devient le Conseil économique, social et environnemental. Il peut maintenant être saisi par voie de pétition. Le gouvernement et le Parlement peuvent désormais le consulter sur tout problème à caractère environnemental. Tout plan ou tout projet de loi de programmation à caractère environnemental lui est désormais soumis pour avis. Le nombre de ses membres ne peut maintenant excéder deux cent trente-trois,. |
| 71-1 (nouveau)                   | Le Défenseur des droits est créé. Il veille au respect des droits et libertés par les administrations de l’État, les collectivités territoriales, les établissements publics, ainsi que par tout organisme investi d’une mission de service public, ou à l’égard duquel la loi organique lui attribue des compétences. N'importe quel citoyen s'estimant lésé dans un de ces domaines peut le saisir d'office. Il peut être assisté par un collège pour l’exercice de certaines de ses attributions. Nommé par le président de la République pour un mandat de six ans non renouvelable, il ne peut faire partie du gouvernement ni du Parlement. Il rend compte de son activité à ce dernier ainsi qu'au président de la République. La loi organique relative à cet article supprime le Médiateur de la République, la Commission nationale de déontologie de la sécurité (CNDS), le Défenseur des enfants et la Halde. |
| 72-3                             | Saint-Barthélemy et Saint-Martin et l'île Clipperton sont rajoutés dans le texte de la Constitution. |
| 73                               | Les assemblées délibérantes des départements et régions d’outre-mer peuvent être habilitées par le pouvoir réglementaire à modifier des dispositions de nature réglementaire (ce n'était le cas que pour les lois). |
| 74-1                             | Le Gouvernement peut, par ordonnances, dans les matières qui demeurent de la compétence de l'État, adapter les dispositions de nature législative en vigueur à l'organisation particulière de la collectivité concernée (ce n'était le cas que pour les dispositions de nature législative en vigueur en métropole). |
| 75-1 (nouveau)                   | Les langues régionales appartiennent au patrimoine de la France. |
| 87 (nouveau)                     | La République participe au développement de la solidarité et de la coopération entre les États et les peuples ayant le français en partage. |
| 88-4, 88-5 et 88-6               | Chaque assemblée doit maintenant disposer d'une commission chargée des affaires européennes. Les projets de loi autorisant la ratification d’un traité relatif à l’adhésion d’un État à l’Union européenne et aux Communautés européennes sont toujours soumis au référendum par le président de la République. Toutefois, par le vote d’une motion adoptée en termes identiques par chaque assemblée à la majorité des trois cinquièmes, le Parlement peut désormais autoriser l’adoption du projet de loi selon la procédure prévue au troisième alinéa de l’article 89. L'adhésion de la Croatie à l'Union européenne le 1er juillet 2013 n'a pas nécessité une telle procédure, le principe de cette adhésion ayant été posé antérieurement et l'article 88-5 n'étant pas rétroactif. Mises à jour rédactionnelles après l'entrée en vigueur du traité de Lisbonne. |